# Arenopontia subterranea
Arenopontia subterranea är en kräftdjursart som beskrevs av Kunz 1937. Arenopontia subterranea ingår i släktet Arenopontia och familjen Leptopontiidae. Inga underarter finns listade i Catalogue of Life.